# Distrito electoral federal 19 de Veracruz
El XIX Distrito Electoral Federal de Veracruz es uno de los 300 Distritos Electorales en los que se encuentra dividido el territorio de México para la elección de diputados federales y uno de los 21 en los que se divide el Estado de Veracruz. Su cabecera es la ciudad de San Andrés Tuxtla.
Su actual distritación del 2018, el Distrito XIX está formado por los municipios de Acula, Alvarado, Amatitlán, Ángel R. Cabada, Catemaco, Lerdo de Tejada, Saltabarranca, San Andrés Tuxtla, Santiago Tuxtla y Tlacotalpan.

## Distritaciones anteriores

### Distritación 1996 - 2005
Entre 1996 y 2005 el territorio del distrito XIX se encontraba en la misma zona de Veracruz y lo formaban casi los mismos municipios, a excepción del de Tlacotalpan, que no pertenecía a este distrito y por el contrario incluía el municipio de Isla.
El Distrito XIX fue creado en el año de 1977 con la reforma electoral llevada a cabo este año, hasta antes Veracruz se dividía únicamente en 15 distritos electorales, por lo cual el Distrito XIX únicamente a electo diputados a partir de la LI Legislatura en 1979.

## Diputados por el distrito
- LI Legislatura
  - (1979 - 1982): Gonzalo Morgado Huesca (PRI)
- LII Legislatura
  - (1982 - 1985): Seth Cardeña Luna (PRI)
- LIII Legislatura
  - (1985 - 1988): Cirilo José Rincón Aguilar (PRI)
- LIV Legislatura
  - (1988 - 1991): Luis Antonio Pérez Fraga (PRI)
- LV Legislatura
  - (1991 - 1994): Froylán Ramírez Lara (PRI)
- LVI Legislatura
  - (1994 - 1997): Primo Rivera Torres (PRI)
- LVII Legislatura
  - (1997 - 2000): Horacio Fernández Solana (PRI)
- LVIII Legislatura
  - (2000 - 2003): Nemesio Domínguez Domínguez (PRI)
- LIX Legislatura
  - (2003 - 2006): Jorge Uscanga Escobar (PRI)
- LX Legislatura
  - (2006 - 2009): Nemesio Domínguez Domínguez (PRI)
- LXI Legislatura
  - (2009 - 2012): Fernando Santamaría Prieto (PAN)
- LXII Legislatura
  - (2012 - 2015): Marina Garay Cabada (PRI)
- LXIII Legislatura
  - (2015 - 2018): Jorge Alejandro Carvallo Delfín (PRI)
- LXIV Legislatura
  - (2018 - 2021): Paola Tenorio Adame (MORENA)
- LXV Legislatura
  - (2021 - 2024): Paola Tenorio Adame (MORENA)

## Elecciones de 2009
| Elecciones federales de 2009 | Elecciones federales de 2009                   | Elecciones federales de 2009 | Elecciones federales de 2009               | Elecciones federales de 2009 | Elecciones federales de 2009 |
| Partido/Coalición            | Partido/Coalición                              | Candidato                    | Candidato                                  | Votos                        | Porcentaje                   |
| ---------------------------- | ---------------------------------------------- | ---------------------------- | ------------------------------------------ | ---------------------------- | ---------------------------- |
|                              | Partido Acción Nacional                        |                              | Fernando Santamaría Prieto                 |                              |                              |
|                              | Partido Revolucionario Institucional           |                              | Jorge Uscanga Escobar                      |                              |                              |
|                              | Partido de la Revolución Democrática           |                              | Yazmin Copete Zapot                        |                              |                              |
|                              | Coalición Salvemos a México (PT, Convergencia) |                              | Divaj Salvador Díaz del Castillo Domínguez |                              |                              |
|                              | Partido Verde Ecologista de México             |                              | Fabio Colonna García                       |                              |                              |
|                              | Partido Nueva Alianza                          |                              | Héctor Rodríguez Turrent                   |                              |                              |
|                              | Partido Socialdemócrata                        |                              | Margarita Estefanía Vázquez Méndez         |                              |                              |